# Муратов, Дмитрий Андреевич
Дми́трий Андре́евич Мура́тов (род. 29 октября 1961, Куйбышев) — российский журналист, правозащитник. Лауреат Нобелевской премии мира. Главный редактор «Новой газеты» (1995—2017 и 2019—2023 года), один из её основателей.
Лауреат Нобелевской премии мира 2021 года «за усилия по защите свободы выражения мнений, которая является предпосылкой демократии и прочного мира» (первый удостоенный данной награды в истории независимой России и третий, включая награждённых в советскую эпоху, — после правозащитника Андрея Сахарова и президента СССР Михаила Горбачёва).

## Биография
Дмитрий Муратов родился 29 октября 1961 года в Куйбышеве. В 1983 году он окончил филологический факультет Куйбышевского государственного университета, после чего в 1983—1985 годах служил в Советской Армии механиком телеграфной засекреченной связи.
После военной службы работал в газете «Волжский комсомолец». В 1987 году стал заведующим отделом комсомольской жизни газеты «Комсомольская правда». В 1990 году он стал редактором отдела информации издания. В ноябре 1992 года ушёл из «КП» и одновременно выступил соучредителем товарищества журналистов «6-й этаж», в которое вошли журналисты, несогласные с новой редакционной политикой газеты. В следующем году товарищество стало учредителем «Новой ежедневной газеты», первый номер которой вышел 1 апреля 1993 года. Муратов вошёл в её редколлегию и стал заместителем главного редактора.
В декабре 1994 — январе 1995 годов являлся специальным корреспондентом газеты в зоне боевых действий на территории Чечни. В феврале 1995 года стал главным редактором издания, которое к тому моменту было переименовано из «Новой ежедневной газеты» в просто «Новую газету». Какое-то время Муратов совмещал работу в газете и на телевидении. Так, в 1997 году он был ведущим программы «Пресс-клуб» (ATV — ОРТВ), в 1998—2000 — ведущим еженедельной программы «Суд идёт» на телеканале «НТВ». В 2004 году он стал одним из учредителей Комитета «2008: Свободный выбор», однако 2005 году вышел из него, заявив, что «абсолютно разочарован тем, как пытались объединиться демократы».

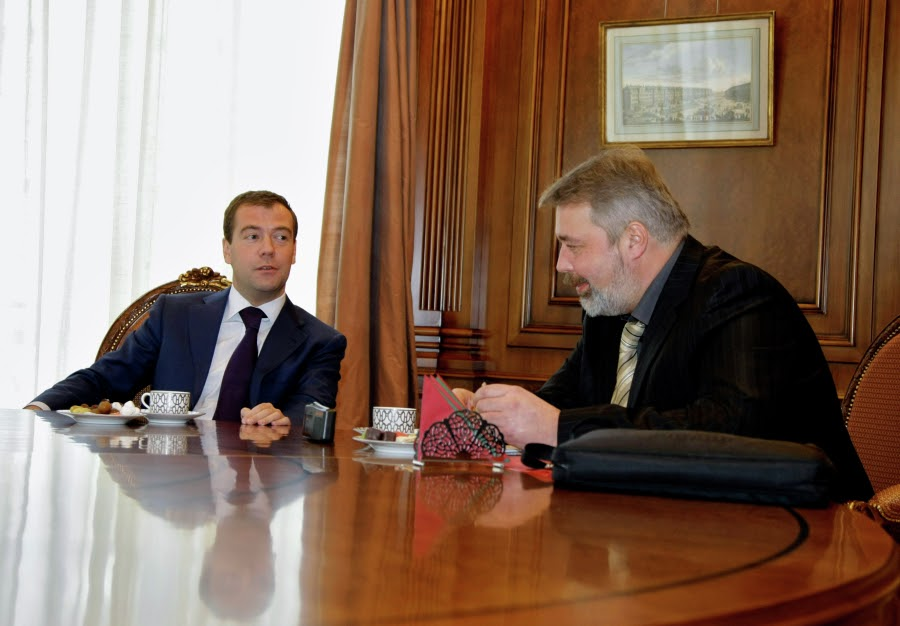
Во время интервью Президента России Дмитрия Медведева главному редактору «Новой газеты» Дмитрию Муратову, 2009 год

В 2004 году вступил в Российскую демократическую партию «Яблоко». В 2005 году стал одним из совладельцев журнала «Крокодил». Однако уже в 2008 издание обновлённого журнала было приостановлено.
В 2009 году вошёл в Общественный совет в поддержку избирательного списка партии «Яблоко» на выборах в Московскую городскую думу V созыва. В 2011 году на выборах в Госдуму вошёл в избирательный список Российской объединённой демократической партии «Яблоко» под 101 номером.
С 2013 по 2022 год Муратов входил в состав общественного совета при Министерстве внутренних дел РФ.
В ноябре 2017 года оставил пост главного редактора «Новой газеты», но в 2019 году вновь вернулся к своей должности.
8 июня 2019 года, ещё до суда об избрании меры пресечения Ивану Голунову, Муратов вместе с главным редактором «Эха Москвы» Алексеем Венедиктовым встретились с двумя заместителями мэра Москвы Александром Горбенко (курирует безопасность и информационную политику) и Натальей Сергуниной (курирует политическое направление), а также начальником ГУ МВД по Москве Олегом Барановым. По словам Муратова, все участники этой встречи после обсуждения поняли, что «аргументы обвинения страшно шаткие», и «родилась идея, что надо отпустить Ваню хотя бы под домашний арест».
В октябре 2021 года совместно с американо-филиппинской журналисткой Марией Ресса получил Нобелевскую премию мира за «их усилия по защите свободы слова, которая является необходимым условием демократии и прочного мира». Муратов считает, что присуждение ему премии — заслуга «Новой газеты» и погибших коллег-журналистов, Игоря Домникова, Юрия Щекочихина, Анны Политковской, Анастасии Бабуровой, Натальи Эстемировой и Станислава Маркелова. Муратов также заявил: «Если бы я был в комитете, то проголосовал бы за того, на кого ставили все букмекеры. Но я считаю, что у этого человека ещё всё впереди. Я говорю, конечно, об Алексее Навальном». Муратов сказал, что намерен направить свою Нобелевскую премию на лечение детей со спинальной мышечной атрофией и на журналистику — в том числе на поддержку людей, объявленных «иноагентами». По его словам, окончательное решение о распределении денег примет редколлегия «Новой газеты». 22 марта 2022 года Дмитрий Муратов и коллектив «Новой газеты» приняли решение передать Нобелевскую медаль премии мира 2021 года в фонд помощи украинским беженцам. Подписал письмо нобелевских лауреатов в поддержку Украины.
7 апреля 2022 года в купе поезда Москва — Самара по пути в Самару Дмитрий Муратов подвергся нападению: был облит красной краской, смешанной с ацетоном, которая попала в том числе и в глаза; нападавший скрылся с места происшествия. 8 апреля 2022 года МВД РФ сообщило о задержании одного из подозреваемых в нападении — Ильи Марковеца. По данным спецслужб США, нападение было организовано российскими спецслужбами.
1 сентября 2023 года Министерством юстиции России внесён в список физических лиц — «иностранных агентов».
В августе 2024 года стало известно, что Дмитрий Муратов, музыкант Юрий Шевчук, священник Алексей Уминский и правозащитница Светлана Ганнушкина разослали письма российским политическим заключённым с призывом соглашаться написать президенту России прошение о помиловании, если такое предложение поступит. Известна реакция двух заключённых, Андрея Трофимова и Александра Скобова, которые раскритиковали подобное предложение.

## Семья
- Гражданская жена — Ирина Вадимовна Столярова.
- Старшая дочь — Ксения Муратова, окончила МГУ, занимала должность проректора НИУ ВШЭ, затем стала советником председателя Центробанка РФ Эльвиры Набиуллиной[32].
- Младшая дочь — Финли (урожд. Анна) Муратова, окончила оксфордскую школу, училась журналистике в College of Arts and Science Нью-Йоркского университета. После отъезда из России Анна взяла имя Финли (англ. Finley) и заявила о своей гендерной небинарности[33]. До 2020 года Анна (Финли) Муратова была репортёром и редактором в издании «Washington Square News»[34], из которого ушла в знак протеста против смены руководства[35]. Сейчас Финли — журналист-фрилансер, которая пишет о жизни маргинализированных сообществ и меньшинств, а также о жертвах сексуального насилия[33].
- Сын — Дмитрий Муратов, получил диплом в МГУ, работает PR-директором в компании по разработке игр Enplex Games.

## Награды и премии
- Орден Почёта[5];

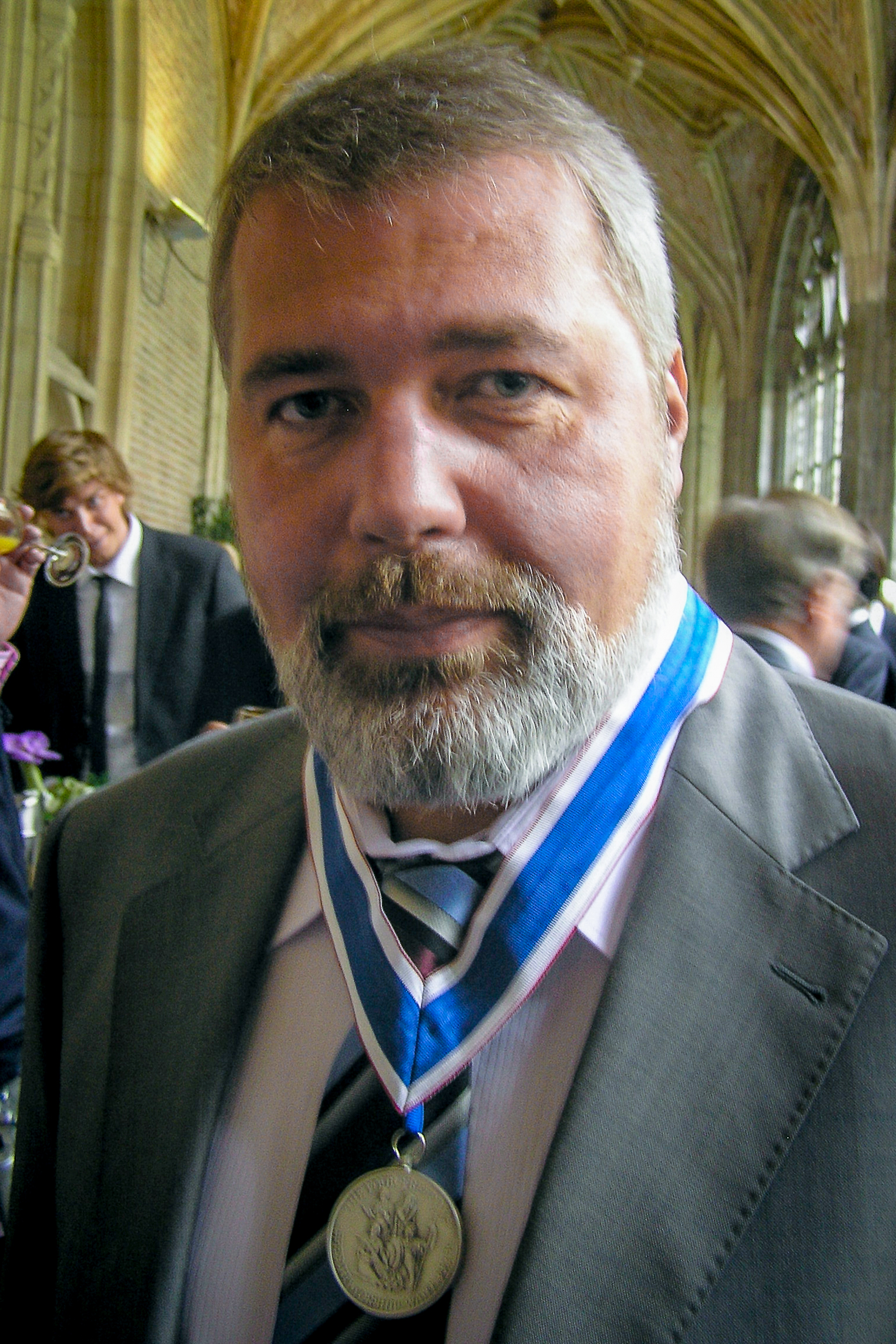
После получения премии за свободу слова «Новой газете». 2010 год

- Орден Дружбы (13 января 1999 года) — за заслуги в области печати, культуры, укреплении дружбы и сотрудничества между народами, многолетнюю плодотворную работу[5][36];
- Награда фонда «Мемориал» за защиту свободы печати[5];
- Международная премия за свободу прессы от Комитета защиты журналистов (2007)[5][37][38];
- Кавалер ордена Почётного легиона (Франция, 2010)[39];
- Орден Креста земли Марии 3 класса (Эстония, 6 февраля 2013 года)[40][41];
- Премия Егора Гайдара, присуждаемая Фондом Егора Гайдара, «за действия, способствующие формированию гражданского общества» (2014)[42].
- Золотое перо свободы[англ.] (2016)[43];
- Нобелевская премия мира (2021) — «за усилия по защите свободы выражения мнений, которая является предпосылкой демократии и прочного мира»[1].

## Благотворительность
19 апреля 2019 года Муратов и «Новая газета» организовали и оплатили рейс спецборта медицинской авиации из Уфы в Москву для журналиста и писателя Дмитрия Быкова, который находился в коме, причиной которой, по мнению Быкова (а также согласно расследованию The Insider и Bellingcat), стало отравление.
В феврале 2020 года Муратов, поклонник хоккея, выставил на продажу клюшку Валерия Харламова. Вырученные 100 000 долларов США Муратов перечислил в благотворительный фонд, занимающийся помощью детям со спинальной мышечной атрофией.
После получения Нобелевской премии мира в 2021 году Муратов объявил, что перечислит часть полагающихся ему премиальных денежных средств в благотворительный фонд «Круг добра».
20 июня 2022 года Нобелевская медаль Дмитрия Муратова была продана на аукционе Heritage в США за 103,5 млн $ при стартовой цене в 550 тыс. $. Покупатель пожелал сохранить анонимность. Муратов пообещал перечислить деньги ЮНИСЕФ, который отправит их в страны, «где есть беженцы и дети беженцев из Украины».

## Политические взгляды
Неоднократно выражал несогласие с политикой Владимира Путина по различным вопросам, а также с политикой других лидеров стран СНГ. В частности, в марте 2014 года подписал обращение против аннексии Крыма, а в сентябре 2020 года — письмо в поддержку протестных акций в Беларуси против действующего президента страны Александра Лукашенко.
В 2016 году являлся доверенным лицом политической партии «Яблоко» на выборах в Государственную Думу РФ VII созыва. В 2018 году Муратов являлся сопредседателем Общественного штаба поддержки кандидата в Президенты РФ Григория Явлинского и его доверенным лицом.
В январе 2021 года поддержал петицию с требованием освободить Алексея Навального.
Как лауреат Нобелевской премии, призвал все страны мира отменить законы об иностранных агентах.
В феврале 2022 года подписал обращение против российского вторжения на Украину. Свою позицию он объяснил следующим образом:

У нас горе. Наша страна по приказу президента Путина начала войну с Украиной. И некому остановить войну. Поэтому вместе с горем мы и я испытываем стыд.
В руках главнокомандующий, как брелок от дорогой машины, крутит «ядерную кнопку». Следующий шаг — ядерный залп? Никак иначе не могу истолковать слова Владимира Путина про оружие возмездия.
Но этот номер «Новой газеты» мы выпустим на двух языках — украинском и русском. Потому что мы не признаём Украину врагом, а украинский язык — языком врага. И никогда не признаем. И последнее. Только антивоенное движение россиян может спасти жизнь на этой планете.

### Интервью
- Дмитрий Муратов: крутая Политковская, защита Кадырова, большая война (Youtube-канал «ещёнепознер» – Николая Солодникова; 17 декабря 2018)
- Шлосберг Live. Дмитрий Муратов // ГражданинЪ TV. 4 февраля 2019.
- ДМИТРИЙ МУРАТОВ: полное интервью лауреата Нобелевской премии и главного редактора «Новой газеты» (Youtube-канал «Осторожно: Собчак» – Ксении Собчак; 9 октября 2021)
- Дмитрий Муратов: «Здорово определились добро и зло» (Youtube-канал «Скажи Гордеевой» – Катерины Гордеевой; 7 марта 2022)
- Муратов – что происходит с Россией (Youtube-канал «вДудь» – Юрия Дудя; 21 ноября 2022)
- Дмитрий Муратов в Ереване: большой разговор о том, чего больше никогда не будет (Youtube-канал «Radio Van»; 28 декабря 2024)